# Egim
Egim (en llatí Aegimos o Aegimus, en grec Αἴγιμος, or Αἰγίμιος) fou un antic metge grec nadiu de Vèlia, a Lucània, esmentat per Galè, del que diu que va ser la primera persona que va escriure un tractat sobre el pols arterial. Se suposa que va viure abans de l'època d'Hipòcrates, al segle v aC.
Va escriure l'obra titulada Περὶ Παλμῶν, en llatí De Palpitationibus, ara perduda. Cal·límac parla d'un autor anomenat Aegimus que va escriure un llibre sobre l'art de fer formatges (πλακουντοπουκὸν σύγγραμμα), i Plini el Vell menciona un metge del mateix nom, i diu que va viure dos-cents anys, però no és segur que siguin aquest Egim.